# Municipio de Guadalupe (Zacatecas)
El municipio de Guadalupe es uno de los 58 municipios del estado mexicano de Zacatecas. Su cabecera es la localidad de Guadalupe. Se encuentra en el centro-este del estado y es el segundo municipio más poblado del mismo.
En 1676 se inicia la construcción de un santuario a la Virgen de Guadalupe, mismo que sería cedido a la Orden Franciscana, donde se fundó en 1707 un Colegio Apostólico de Propaganda Fide, que sería el núcleo de la evangelización y civilización del norte de México y el sur de los Estados Unidos; edificio que por su excepcional valor artístico e histórico en 2010 fue inscrito por la UNESCO en la lista del Patrimonio Mundial dentro de la ruta del Camino Real de Tierra Adentro.
En 1821 Guadalupe se segregó del territorio de la ciudad de Zacatecas. Siendo durante el siglo XIX escenario de acontecimientos trascendentales tanto para la historia nacional como estatal, habiendo recibido en sus calles a próceres como Miguel Hidalgo y Costilla, Benito Juárez García y haber sido capital provisional de los supremos poderes del estado de San Luis Potosí.
Ha sido cuna de la industria en el estado con el establecimiento en 1845 de la fábrica de hilados de la Zacatecana; así como centro de formación intelectual y artística con el Hospicio de Niños. En el siglo XX, bajo los principios revolucionarios, fue el segundo Ayuntamiento en Zacatecas en adoptar el régimen de Municipio Libre. Con el crecimiento demográfico y la unificación de las ciudades de Zacatecas y Guadalupe es parte de la zona metropolitana, y está ubicada dentro de las 50 ciudades con mayor crecimiento poblacional a nivel nacional en la primera década del siglo XXI.

## Geografía
El municipio de Guadalupe tiene una superficie de 764.904 km², ocupa el 1.102 % del territorio del
Estado de Zacatecas.

### Carreteras principales
- Carretera Federal 45
- Carretera Federal 45D

### Municipios adyacentes
- Municipio de Vetagrande – norte
- Municipio de Pánuco – norte
- Municipio de Villa de Cos – norte
- Municipio de Villa de Ramos, San Luis Potosí – este
- Municipio de General Pánfilo Natera – este
- Municipio de Trancoso – este
- Municipio de Ojocaliente – sur
- Municipio de Genaro Codina – sur
- Municipio de Zacatecas – oeste

## Demografía
El municipio de Guadalupe de acuerdo con el Censo de Población y Vivienda de 2020 realizado por el Instituto Nacional de Estadística y Geografía tiene una población total de 211 740 habitantes, de los cuales 102 455 son hombres y 109 285 son mujeres.

### Localidades
Cabecera Municipal
• Ciudad de Guadalupe
Poblados semiurbanos
• Cieneguitas
• La Zacatecana
• San Jerónimo
• Tacoaleche
• Zóquite
Centros de población rurales
• Bañuelos
• El Bordo de Buenavista
• Casa Blanca
• Colonia Osiris
• Francisco E. García (Los Rancheros)
• General Emiliano Zapata (La Cocinera)
• Laguna de Arriba
• Lomas de Guadalupe
• La Luz
• Martínez Domínguez
• Ojo de Agua
• San Ignacio
• Santa Mónica
• San Ramón
• Viboritas
Colonias agrícolas
• Laguna Honda
• El Pescado

### Localidades más pobladas
El municipio de Guadalupe tiene un total de 124 localidades, las principales y el número de habitantes en 2020 son las siguientes:
| Localidad                         | Población |
| Total Municipio                   | 211 740   |
| Guadalupe                         | 170 029   |
| Tacoaleche                        | 10 083    |
| Cieneguitas                       | 5 586     |
| Zóquite                           | 4 356     |
| La Zacatecana                     | 3 757     |
| San Jerónimo                      | 3 535     |
| El Bordo de Buenavista (El Bordo) | 2 352     |
| Martínez Domínguez                | 1 866     |
| Santa Mónica                      | 1 413     |
| La Luz                            | 1 336     |

## Hidrografía
Guadalupe se encuentra dentro de la cuenca del Río Lerma Santiago, El Salado, Río Verde Grande,
Río Juchipila y Fresnillo-Yescas; además de las subcuencas hidrológicas de Río San Pedro, Río
Juchipila-Malpaso y Yesca.

## Clima
Clima semiseco a templado, con lluvias entre los meses de mayo a octubre. Tiene una
temperatura media entre los 11º a los 18 °C, el rango de precipitaciones pluviales oscila entre 400 a
600 milímetros anuales, los vientos dominantes, en primavera son al sur, sureste, este, noreste y sureste con una velocidad de 8 km/h; del sureste de 14 km/h y oeste de 3 km/h. En invierno, sur, sureste, este, noreste y oeste de 8 km/h y del norte 3 km/h.

## Flora y fauna
Su flora se compone de mezquite, nopal cardón, duraznillo, rastrero, cardenche,
huizache, zacate navajita, zacate navajita velluda, zacatón, palma, álamo, sauce, garabatillo,
engorda cabra, gobernadora, eucalipto, sangre de grado, hierba de la víbora, siempreviva,
gordolobo, escobilla, magueyes, árnica, pirul, pastos y cactus.
Su fauna se compone de liebre, coyote, zorra gris, zorrillo, gato montés, mapache, tlacuache,
conejo, rata de campo, ardilla, tuza, cuervo, zopilote, codorniz escamosa, paloma güilota, paloma ala
blanca, golondrina, gorrión, cenzontle, pájaro carpintero, águila cola roja, grulla gris, gusano,
pato, ganso frente blanca, aura, pitacoche, saltapared, tepocata y víbora de cascabel.

## Presidentes Municipales
| Nombre                           | Período   | Partido |
| -------------------------------- | --------- | ------- |
| Carlos Chacón Quintana           | 1992-1995 |         |
| J. Refugio Medina Hernández      | 1995-1998 |         |
| Doroteo Mojarro Soto             | 1998      |         |
| Laura García Medina              | 1998-2001 |         |
| Renato Rodríguez Domínguez       | 2001      |         |
| Manuel Felipe Álvarez Calderón   | 2001-2004 |         |
| Clemente Velázquez Medellín      | 2004-2007 |         |
| José Luis Martínez Rodríguez     | 2007      |         |
| Samuel Herrera Chávez            | 2007-2009 |         |
| Mario Román Ortiz                | 2009-2010 |         |
| Rafael Flores Mendoza            | 2010-2013 |         |
| Gilberto Álvarez Becerra         | 2013      |         |
| Roberto Luévano Ruiz             | 2013-2016 |         |
| Enrique Guadalupe Flores Mendoza | 2016-2018 |         |
| Samuel Ezequiel Díaz Soto        | 2018      |         |
| Julio César Chávez Padilla       | 2018-2019 |         |
| César Artemio González Navarro   | 2019      |         |
| Julio César Chávez Padilla       | 2019-2021 |         |
| César Artemio González Navarro   | 2021      |         |
| Julio César Chávez Padilla       | 2021-2023 |         |
| José Saldívar Alcalde            | 2023      |         |
| José Saldívar Alcalde            | 2024-2027 |         |